# Великий Яр (село)
Великий Яр (укр. Великий Яр) — село в Великовольмовском сельском совете Сумского района Сумской области Украины.
Код КОАТУУ — 5924782002. Население по переписи 2001 года составляло 7 человек.

## Географическое положение
Село Великий Яр находится на берегу реки Стрелка, выше по течению на расстоянии в 0,5 км расположено село Визировка, ниже по течению примыкает село Шапошниково.
Рядом проходит автомобильная дорога Н-07.